# سوزان هاوارد
سوزان هاوارد (انگلیسی: Susan Howard؛ زادهٔ ۲۸ ژانویهٔ ۱۹۴۴) یک هنرپیشه اهل ایالات متحده آمریکا است.